# Postillon d’amour
Postillon d’amour ist eine Polka française von Johann Strauss Sohn (op. 317). Das Werk wurde am 24. März 1867 im Wiener Volksgarten erstmals aufgeführt.